# Oli de flor de taronger

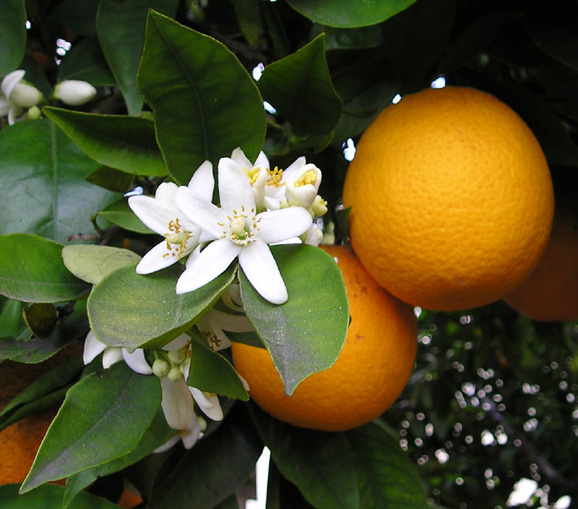
Tarongines en un Taronger.

L'oli de flor de taronger s'obté de les flors del taronger agre. És un oli d'essència, de sabor amarg, fluorescent, de color groc pàl·lid i amb aroma de taronja; és soluble en alcohol i els seus principals components són limonè i geraniol i s'empra en perfums i en salses. És conegut també com a neroli, oli de tarongina o oli de flor de taronja.